# Les Paul
Les Paul, właśc. Lester William Polsfuss (ur. 9 czerwca 1915 w Waukesha, zm. 13 sierpnia 2009 w White Plains) – amerykański gitarzysta jazzowy i wynalazca w dziedzinie technik nagrywania oraz konstruktor gitar elektrycznych. Określany jako "Thomas Edison przemysłu muzycznego".
Eksperymentując od końca lat 30., w 1946 zbudował gitarę elektryczną z litego drewna, bez pudła rezonansowego, opartą na prostej, grubej desce. Prototyp nie spotkał się z entuzjazmem ze strony producenta gitar, firmy Gibson, lecz Paul został poproszony o konsultacje w sprawie stworzenia nowego modelu gitary tej firmy, nazwanego Gibson Les Paul. Gitara ta, bardzo ciężka, o charakterystycznym dźwięku, przyczyniła się do powstania muzyki rockowej i pozostaje mniej więcej niezmieniona w produkcji od tego czasu. Był również wynalazcą i pionierem overdubbingu, delaya oraz metody nagrywania wielośladowego.
Był honorowym członkiem Little Kids Rock, organizacji typu non-profit, zajmującej się dostarczaniem dzieciom w szkołach w Stanach Zjednoczonych darmowych instrumentów muzycznych. Odznaczony Narodowym Medalem Sztuki.

## Życiorys
Urodził się 9 czerwca 1915 w Waukesha w stanie Wisconsin w rodzinie George’a i Evelyn (z domu Stutz) Polsfuss. Zarówno dziadek Lesa Paula ze strony ojca, jak i rodzina matki pochodzili z Niemiec i imigrowali po roku 1870 do Stanów Zjednoczonych. Rodzice Paula rozwiedli się jeszcze w okresie jego dzieciństwa. Rodzina zaczęła używać uproszczonej formy nazwiska Polfuss, nie dokonując jednak oficjalnej zmiany nazwiska. Lester zaczął używać pseudonimu "Les Paul" oraz wymyślonego przez matkę (od jego rudych włosów) "Red Hot Red" i później "Rhubarb Red".
Les Paul zainteresował się muzyką w wieku ośmiu lat. Od robotników pracujących w okolicy nauczył się gry na harmonijce ustnej, zafascynował się również pianolą matki. Dziurkowanie dodatkowych dziurek na kartach do pianoli było pierwszą formą nagrania wielośladowego, które później wynalazł. Nauczył się gry na banjo, a potem zajął się grą na gitarze. W wieku trzynastu lat wykonywał półprofesjonalne koncerty muzyki country. W wieku siedemnastu lat dołączył do Rube Tronson’s Texas Cowboys. Wkrótce rzucił szkołę i dołączył do Wolverton Radio Band.
W latach 30. XX wieku pracował w rozgłośni radiowej w Chicago, gdzie wykonywał muzykę jazzową. Pierwsze nagrania muzyka ukazały się w 1936. Pierwsze z nich było sygnowane jako Rhubarb Red, natomiast kolejne zrealizował z Georgią White.
W styczniu 1948 Paul uległ wypadkowi samochodowemu w Oklahomie, podczas którego doznał urazu ramienia i łokcia prawej ręki. Muzyk przeszedł rehabilitację trwającą dwa lata. Wypadek bezpośrednio przyczynił się do oryginalnego kształtu gitary Gibson Les Paul, który umożliwiał wygodną dla Paula grę na gitarze.

## Rodzina a życie muzyczne
Les Paul był ojcem chrzestnym gitarzysty rockowego Steve’a Millera, lidera Steve Miller Band. Miller był pierwszym podopiecznym, któremu Les Paul udzielał lekcji gry na gitarze.
W 1949 rozwiódł się ze swą pierwszą żoną Virginią Webb Paul. Tego samego roku wziął ślub z wokalistką Mary Ford (1924-1977), z którą wydał 36 "złotych płyt", używając opracowanej przez siebie metody overdubbingu dla powielania jej głosu. Ford i Paul rozwiedli się w 1964 roku. Bezpośrednią przyczyną rozstania było uzależnienie Ford od alkoholu.
Paul mieszkał na przedmieściu Nowego Jorku, Mahwah w stanie New Jersey, skąd miał blisko do jazzowych klubów na Manhattanie. Miał dwóch synów z pierwszego małżeństwa oraz córkę i syna ze związku z Mary Ford, pięcioro wnucząt i jednego prawnuka. Jego jedyna córka zmarła w niemowlęctwie w 1954.

## Śmierć
Muzyk zmarł 13 sierpnia 2009, w wyniku komplikacji chorobowych po przebytym zapaleniu płuc, w szpitalu w przedmieściu White Plains k. Nowego Jorku. Na wieść o śmierci wyrazy szacunku i uznania wyrazili tacy muzycy jak: Billy Gibbons z ZZ Top, The Edge, Pat Metheny, Richie Sambora z Bon Jovi, Slash, Joe Satriani, Tom Morello, John Mayer, Ace Frehley, Brian "Head" Welch, Tad Kubler, Brian Wilson z The Beach Boys oraz Keith Richards. Ten ostatni skwitował tę wieść następująco:

Wszyscy musimy przyznać, iż bez Lesa Paula pokolenia zafajdanych typków naszej maści szwendałyby się po więzieniach lub czyściłyby kible. Wszyscy mamy wobec niego niewyobrażalny dług za całą jego pracę i talent.

## Nagrody i wyróżnienia
W 1978 Les Paul i Mary Ford zostali wprowadzeni do Grammy Hall of Fame. Paul otrzymał nagrodę Grammy Trustees Award za całokształt osiągnięć w 1983, natomiast w 1988 został wprowadzony do Rock and Roll Hall of Fame Cleveland, a w 2005 do National Inventors Hall of Fame – za wynalezienie gitary typu solid body. Był także honorowym członkiem Audio Engineering Society. W 2003 został sklasyfikowany na 46. miejscu listy 100 najlepszych gitarzystów wszech czasów magazynu Rolling Stone.
9 czerwca 2011 roku, w 96 rocznicę urodzin Lesa Paula, wyszukiwarka Google zamieściła na swojej stronie głównej interaktywną gitarę ku czci jego pamięci.

## Dyskografia
| - Feedback (1944, kompilacja) - Les Paul Trio (1946, kompilacja) - Hawaiian Paradise (1949) - The Hit Makers! (1950) - The New Sound (1950) - Les Paul’s New Sound, Volume 2 (1951) - Bye Bye Blues! (1952) - Gallopin' Guitars (1952, kompilacja) - Les and Mary (1955) - Time to Dream (1957) - Lover's Luau (1959) - The Hits of Les and Mary (1960, kompilacja) - Bouquet of Roses (1962) - Warm and Wonderful (1962) - Swingin’ South (1963) - Fabulous Les Paul and Mary Ford (1965) - Les Paul Now! (1968) - The Guitar Artistry of Les Paul (1971) - The World is Still Waiting for the Sunrise (1974, kompilacja) | - The Best of Les Paul with Mary Ford (1974, kompilacja) - Chester and Lester (1976, oraz Chet Atkins) - Guitar Monsters (1977, oraz Chet Atkins) - Les Paul and Mary Ford (1978, kompilacja) - Multi Trackin (1979) - All-Time Greatest Hits (1983, kompilacja) - The Very Best of Les Paul with Mary Ford (1983, kompilacja) - Tiger Rag (1984, kompilacja) - Famille Nombreuse (1992, kompilacja) - The World Is Waiting (1992, kompilacja) - All-Time Greatest Hits (1992, kompilacja) - Their All-Time Greatest Hits (1995, kompilacja) - Les Paul: The Legend and the Legacy (1996, kompilacja) - 16 Most Requested Songs (1996, kompilacja) - The Complete Decca Trios—Plus (1936-1947) (1997, kompilacja) - California Melodies (2003) - Les Paul & Friends: American Made World Played (2005) - Les Paul And Friends: A Tribute To A Legend (2008) |